# Gaschin (Adelsgeschlecht)

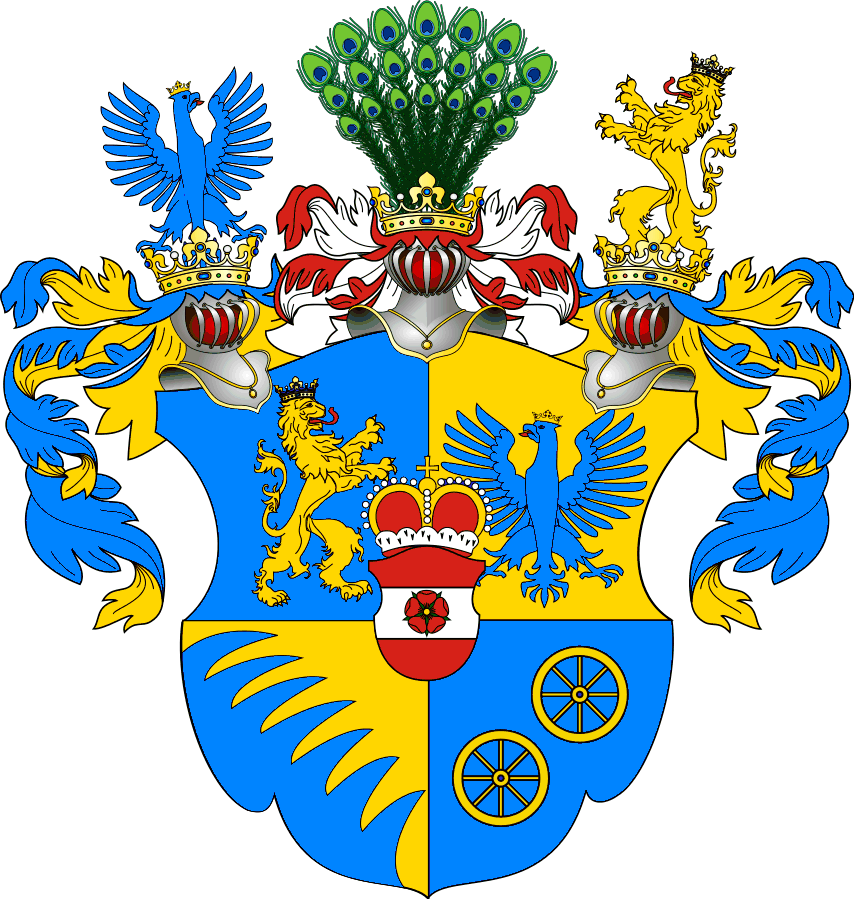
Wappen der Grafen von Gaschin, Freiherren von und zu Rosenberg 1653

Die Grafen von Gaschin, Freiherren von und zu Rosenberg (polnisch Gaszyński; tschechisch Gašinští z Gašina), waren ein polnisches Uradelsgeschlecht, das Güter in Mähren und Schlesien erwarb und 1653 in den Reichsgrafenstand aufstieg.

## Geschichte

### Herkunft
Einer Legende nach sollen die Vorfahren der Familie im Zuge der Hochmittelalterlichen Ostsiedlung von Deutschland nach Polen gekommen sein. Dafür spricht nach wappenkundlichen Forschungen die Darstellung des Wappens, das in Polen den Namen „Berszten“ trägt. Sie siedelten im Herzogtum Wieluń im Herzogtum Großpolen, die mit Hanzelinus de Gaschin, auch z Gaszyn bzw. Gaszyński, auf Wierzchlas (Werschels), vom Wappen Berszten II, 1395 erstmals urkundlich erwähnt wird.
Die gesicherte Stammreihe beginnt mit Jan Wierzcheyski von Gaszyn († nach 1452), Herr auf Kobylagora bei Schildberg, der überwiegend in den Herzogtümern Oppeln, Ratibor und Troppau als Lehensträger der Bischöfe von Olmütz begütert war.

### Böhmen

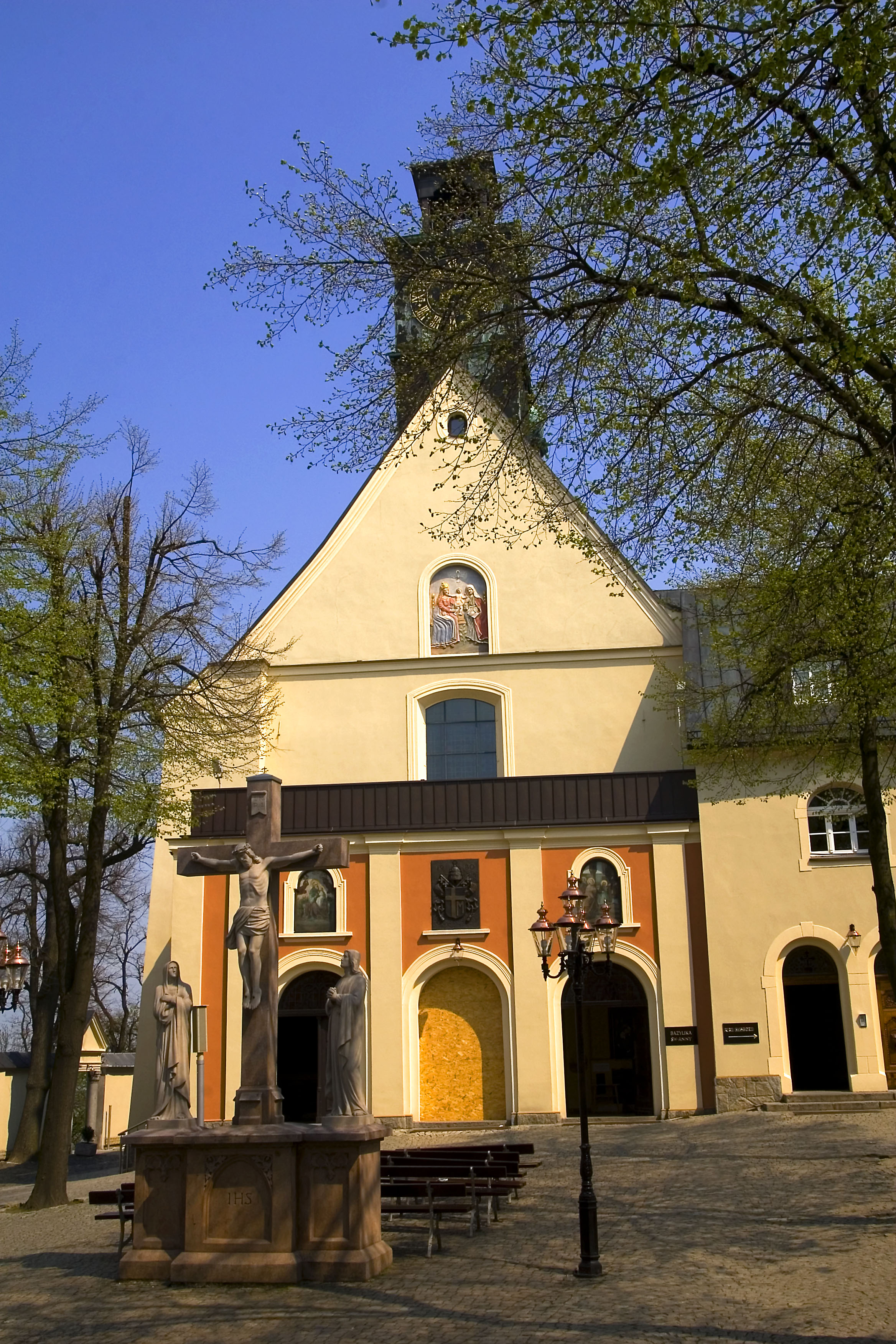
Klosterkirche St. Annaberg

1586 wurde Johann Gassinsky von Gassjn, Lehensherr auf Katscher im Herzogtum Leobschütz in den böhmischen Ritterstand erhoben. 
Da die meisten Familienmitglieder auf Seiten der römisch-katholischen Habsburgermonarchie standen, stiegen sie während des Dreißigjährigen Krieges in ihrem sozialen Status auf und erhielten kaiserliche Landesämter. Dadurch gelangten sie zu Besitzungen, die weiteres Ansehen und Reichtum brachten. Sie stifteten unter anderem die Wallfahrtsstätte am Sankt Annaberg im Herzogtum Oppeln, gründeten das dortige Franziskanerkloster mit einer Grablege der Familie in der Klosterkirche und ließen die 33 Kapellen des Kalvarienbergs errichteten. Dadurch erfolgte die Erhebung in den böhmischen Freiherrenstand mit Wappenbesserung am 5. April 1621 zu Wien als „Freiherr von und zu Rosenberg“ für Melchior Borromäus von Gaschin, Böhmischer Alter Herr, später, am 28. Dezember 1632 zu Wien, für die vier Brüder Niklas Karl, Joachim Ludwig, Melchior Ferdinand und Hans Georg.
Kaiser Ferdinand II. verlieh Nikolaus Freiherr von Gaschin, Malteserkomtur von Maidelberg am 7. Januar 1633 zu Wien den erbländisch-österreichischen Grafenstand mit dem Prädikat „Edler Herr von und zu Rosenberg“, die böhmische Bestätigung des Grafenstandes für die Brüder Gaschin, Herren von Rosenberg erfolgte am 22. Juni 1635 zu Ödenburg. Mit Datum vom 24. Juli 1653 zu Regensburg stiegen die erwähnten Brüder in den Reichsgrafenstand auf; zudem erfolgte noch die erbländisch-österreichische Bestätigung des Prädikats „Hoch- und Wohlgeboren“ in Wien am 4. Februar 1655. Das Geschlecht erlosch im Namensträgerstand mit Ferdinand Graf von Gaschin (1827–1894).
Durch den Besitz der Herrschaft Rosenberg, im Herzogtum Oppeln erhielt das Geschlecht Gaszyński im 17. Jahrhundert die Namenserweiterung „Freiherr von und zu Rosenberg“.

## Stammreihe der Linie in Schlesien und Mähren

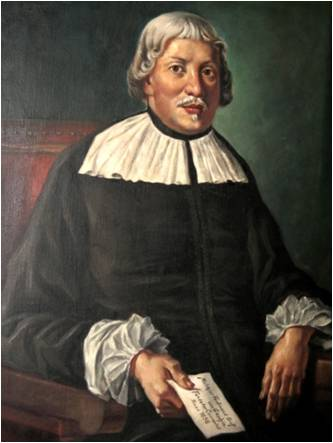
Melchior Ferdinand von Gaschin

- Nikolaus Gaszynski von Gaszowic, Landschreiber in Wielun, auf Wierzchlas und Gaschin, erlangte 1557 durch seine Heirat mit Magdalena, Tochter des Nikolaus Klena von Lotha, genannt „Czapski“ und der Salomena von Zwole das Gut Sudoll[10] bei Ratibor sowie die mährische Enklave Katscher, die er vom Erzbistum Olmütz als Lehen erhielt. Durch diese Besitzungen wurde er Mitglied der Oppeln-Ratiborer Landstände und war zugleich Lehensnehmer der Olmützer Bischöfe. Er wurde am 20. September 1583 in Polen erschossen. Das Ehepaar hatte zwei Söhne.
- Johann Gassinsky von Gaschin war Lehensherr auf Katscher, wurde 1586 in den böhmischen Ritterstand aufgenommen, starb 1610 ohne Nachkommen und wurde in der Kreuzkapelle der Dominikanerkirche in Ratibor beigesetzt. Sein Gedenkstein ist erhalten.
- Melchior Borromäus von Gaschin, Herr auf Wierzchlas und Rosenberg im Herzogtum Oppeln und Gross-Dittersdorf in Mähren, war ein treuer Anhänger des habsburgischen Kaisers und stellte sich gegen die evangelisch-lutherischen Aufständischen im Jahr 1618. Nach der Schlacht am Weißen Berg wurde er am 21. April 1621 mit dem Prädikat „von und zu Rosenberg“ in den Freiherrenstand aufgenommen starb jedoch kurz darauf, im Jahr 1625 mit etwa 80 Jahren und wurde in Ratibor beigesetzt. Er war mit Margaretha Skall von Gross-Ellguth verehelicht. Sie hatten sechs Kinder. Ihre zwei Töchter und vier Söhne wurden am 7. Januar 1633 in den Grafenstand erhoben. Der jüngste Sohn Johann Georg (Hans-Georg) Graf von Gaschin, Freiherr von und zu Rosenberg, u. a. auf Hultschin und weiteren Besitzungen wurde der Stammvater des gräflichen Hauses Gaschin.
  - Nikolaus Karl von Gaschin († 1633) gehörte dem Johanniterorden an und war letzter Komtur der Johanniterkommende Glatz, zugleich Komtur von Reichenbach und Fürstenfeld.
  - Joachim Ludwig von Gaschin († 1633) stand in Diensten des Breslauer Bischofs Erzherzog Karl von Österreich.
  - Melchior Ferdinand von Gaschin (1581–1665), Landeshauptmann von Oppeln-Ratibor und der Grafschaft Glatz, seit 1654 bis zu seinem Tod Präsident der Schlesischen Kammer in Breslau.
  - Johann (Hans) Georg Graf von Gaschin, Freiherr von und zu Rosenberg, Stammvater des gräflichen Hauses († am 9. Dezember 1657 auf Schloss Hultschin und in Ratibor beigesetzt), erbte nach dem Tod des Großvaters Nikolaus († 20. September 1583) das Lehensgut Katscher und erwarb 1629 das zum Herzogtum Troppau gehörende Hultschiner Ländchen, zu dem neben der Stadt Hultschin und dem Schloss Hultschin mehrere Dörfer gehörten, und durch Heirat das Gut Wyssoka. Von 1652 bis zu seinem Tod war er Landeshauptmann des Herzogtums Troppau. Er war in erster Ehe mit Susanne († vor 1640), Tochter des Adam von Reichenbach und der Anna Kiczka von Pluschnitz verehelicht. In zweiter Ehe, geschlossen in Oberglogau am 20. Februar 1640 mit Anna Maria (* 20. Februar 1640 in Czastalowitz; † 16. November 1663 in Breslau, beerdigt in Ratibor), Tochter des Johann Otto von Oppersdorf, Freiherr von Aich und Friedstein, Hauptmann des altböhmischen Königgrätzer Kreises, und der Anna Magdalena Rabenhaupt von Sucha. Aus seiner zweiten Ehe stammten drei Söhne und drei Töchter.[11]
    - Georg Adam Franz von Gaschin (1643–1719), Landeshauptmann der Herzogtümer Oppeln und Ratibor. Er studierte an der Alten Universität Löwen. 1673 vermählte er sich in erster Ehe mit Maria Josepha Gräfin Saurau aus der Steiermark. Nach deren Tod 1681 heiratete er in die Witwe des Obersten böhmischen Landesmarschalls Adam Matthias von Trauttmansdorff, eine geborene Lobkowitz aus dem Haus Bilin. 1655 erbte er die Besitzungen seines Onkels Melchior Ferdinand von Gaschin. In der ersten Ehe wurden drei Söhne geboren.
    - Rudolf von Gaschin (1653–1715) erbte 1658 die Herrschaft Hultschin und war seit 1690 Landeshauptmann von Troppau.
    - Johanna Emerentiana († 1735), war seit 1668 mit dem verwitweten Franz Ferdinand von Gallas verheiratet. Deren Sohn Johann Wenzel von Gallas (1669–1719) erhielt am Ende seiner diplomatischen Karriere den Ehrentitel eines Vizekönigs von Neapel.
    - Katharina Benigna von Gaschin († nach 1699) blieb unverheiratet und stiftete mehrmals Gegenstände für das Karmelitinnenkloster in Prag.
    - Anna Ludmilla von Gaschin (1642–1700) trat 1666 zusammen mit ihrer ledigen Tante Franziska Ursula von Oppersdorff (1629–1688) in das Karmelitinnenkloster in Prag ein.
- Amand Leopold Erdmann Eduard Graf von Gaschin (* 17. August 1815 in Żyrowa; † 25. März 1866 in Breslau) auf Schloss Polnisch Krawarn, Lehensherr auf Katscher, Ehrenritter des Malteserordens; 1837 verehelicht mit Fanny Gräfin Leszczyc von Sumin-Suminska auf Neu-Grabia in Westpreußen (* 1818; † 16. Juli 1879 in Polnisch-Krawarn). Ihre Tochter Wanda Franziska Malvine von Gaschin (* 7. Dezember 1837 in Żyrowa, † Polnisch-Krawarn 30. August 1908), letzte Lehensherrin auf Katscher, verehelichte sich am 15. Mai 1856 in Polnisch-Krawarn mit Hugo II. Graf Henckel von Donnersmarck, Herr von Gefäll und Wiesendorf (aus dem Haus Beuthen), auf Bielschowitz und Semianowitz, Ehrenritter des Malteserordens († 2. April 1908 in Brynek-Semianowitz), aus der älteren Linie Beuthen, dieses später gefürsteten Adelsgeschlechts, das 1808/1809 das Inkolat in Böhmen und 1821 den Böhmischen Grafenstand erhalten hatte. Deren Nachkommen, seit 1911 mit dem Familiennamen Henckel-Gaschin, lebten bis zum Ende des Zweiten Weltkriegs auf Schloss Polnisch Krawarn.
- Letzter Nachkomme im Mannesstamm der Gaschin war Ferdinand Graf von Gaschin auf Podersdorf am Neusiedler See und Lehensherr auf Katscher (* 7. Juni 1827). Er war verheiratet mit Maria Amalia Bucher aus Dresden. Das Ehepaar lebte in der Villa Rochus bei Neisse und hatte Nachkommen. Ferdinand starb am 21. Januar 1894 und wurde als letzter Graf von Gaschin, Freiherr von und zu Rosenberg in der Familiengruft in der Wallfahrtskirche auf dem Annaberg in Schlesien beigesetzt.

## Wappen
a) „Berszten II“: In blau über goldenem Palisaden zwei goldene Pflugräder.
b) Stammwappen Gaschin: In Silber eine rote Rose, auf dem gekrönten Helm mit rot-silbernen Decken ein natürlicher Pfauenstoss.
c) Gräfliches Wappen aus dem Jahr 1653 Gevierter Schild mit Herzschild. Im silbernen, mit einer goldenen Krone bedeckten Herzschild schwebt eine große rote fünfblätterige Rose ohne Stängel, deren Blätter durchaus eine goldene Einfassung haben (Rosenberg). 1 in Blau ein gekrönter, aufsteigender, goldener Löwe einwärts gestellt; 2 in Gold ein blauer Adler mit ausgebreiteten Flügeln und Krallen und goldener Krone; 3 quergeteilt: die obere kleinere Hälfte golden ohne Bild, die untere größere blau und am Fuße des Feldes mit einem oben ausgespitzten silbernen Querbalken belegt; 4 in Blau zwei goldene Räder mit sechs Speichen nebeneinander. Grafenkrone und drei gekrönte Helme. Auf dem rechten steht einwärtssehend der Adler des 2. Feldes; auf dem mittleren ein dreifacher, von je drei Federn übereinander aufgerichteter Pfauenschweif, an welchen die Rose des Herzschildes angeheftet ist, und aus dem linken Helme wächst ein goldener gekrönter Löwe empor. Helmdecken blau und golden.
So beschreibt Franz Karl Wißgrill das Wappen und so findet sich dasselbe im Wappenbuch der Preussischen Monarchie (Bd. VIII, 6.) abgebildet. Andere Abbildungen ergeben in Bezug auf Herzschild und Feld 3 und 4 des Hauptschildes einige Abweichungen. So zeigt z. B. der mit einem Fürstenhut bedeckte rote Herzschild einen silbernen, mit einer roten Rose belegten Balken (Gnadenwappen, Reminiszenz an den österreichischen Bindenschild der kaiserlichen Habsburger); Feld 3 ist bald von Blau und Gold schrägrechts mit sieben Spitzen, die mittlere, die größte, bald ebenso von Gold und Blau quergeteilt; die Räder im 4. Felde sind bald schrägrechts, bald schräglinks übereinander gestellt etc.
Johann Friedrich Seyfarts „Der durchlauchtigen Welt vollständiges Wappenbuch“ (1771) zeigt für die Grafen von Gaschin in einem im gezahnten Schnitt waagerecht blau-golden geteilten Schild oben zwei goldene Wagenräder nebeneinander. Auf dem gekrönten Bügelhelm mit blau-goldenen Decken ein offener blauer Flug. Das ist eine Variante des polnischen Gemeinschaftswappens Berszten.

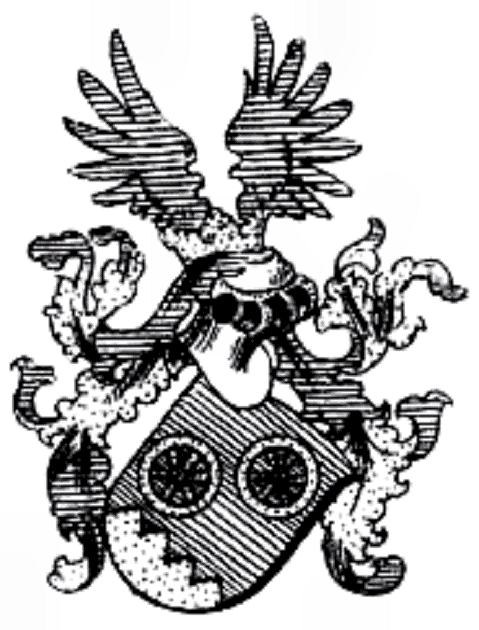
Wappen der Ritter von Gaschin 1586
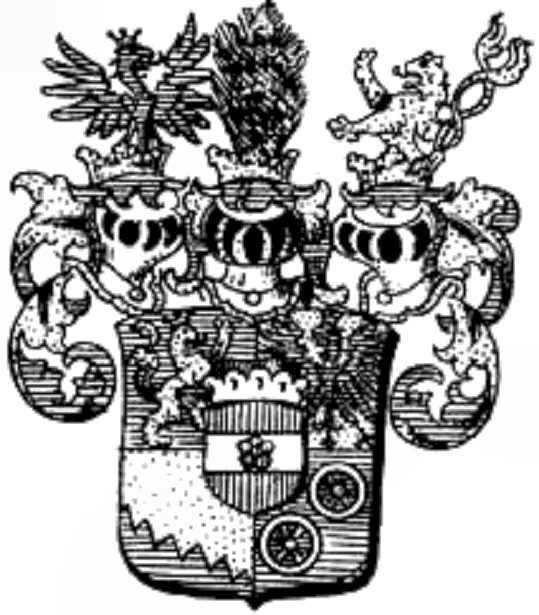
Wappen der Freiherren von Gaschin von und zu Rosenberg 1633
Wappen der Grafen von Gaschin, Freiherren von und zu Rosenberg, von der WB abweichende Variation
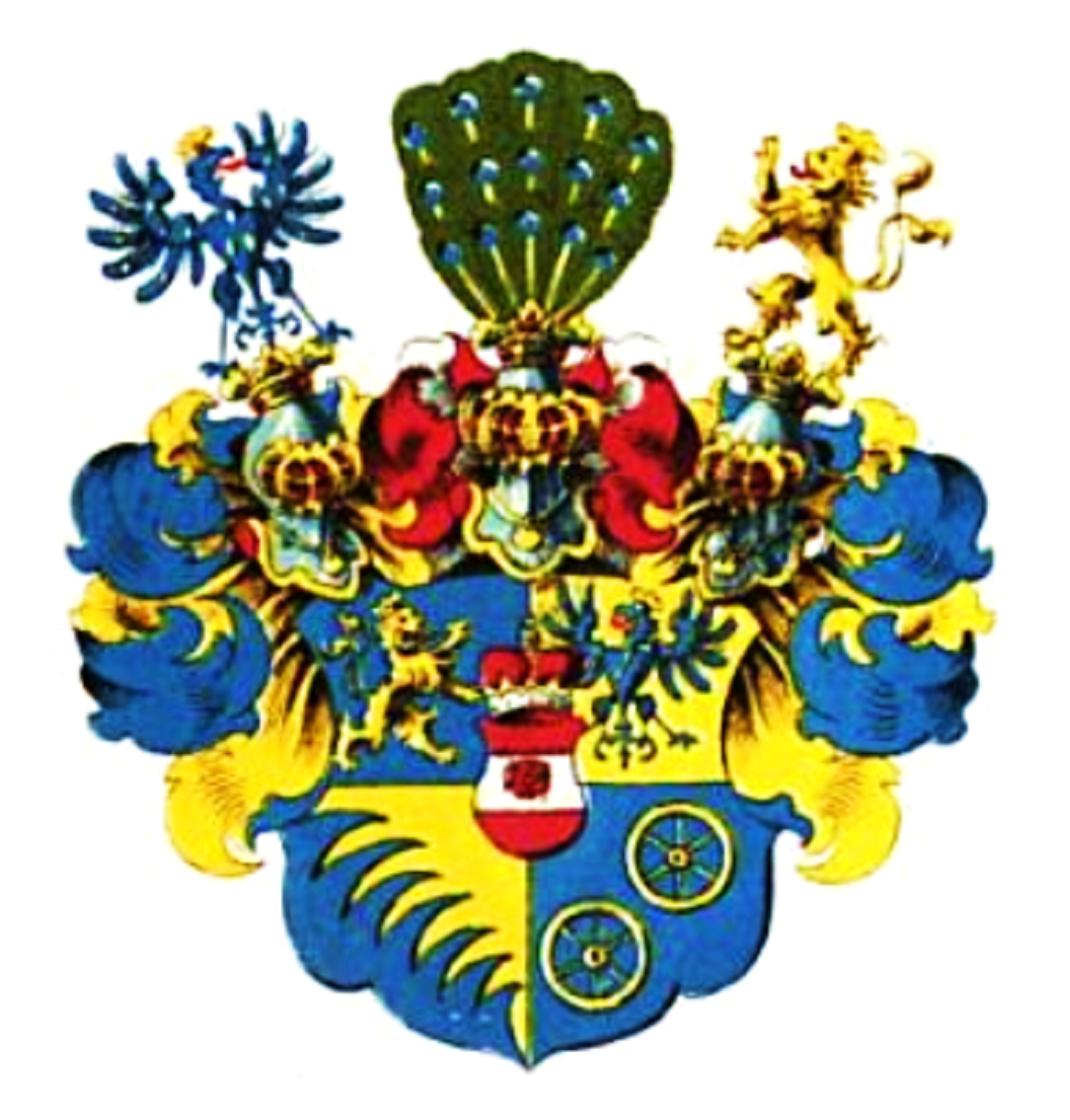
Wappen der Grafen von Gaschin von und zu Rosenberg nach Dorst von Schatzbergs schlesischem Wappenbuch 1847

## Ehemalige Besitzungen
- Groß Neukirch
- Hultschin (1629–1727)
- Katscher (1557–1877)
- Lublinitz
- Rosenberg (1609–1801)
- Reichwaldau
- Tost (1797–1841)
- Woischnik
- Zyrowa (1631–1852)

Die Reichsgrafen von Gaschin gehörten zu den reichsten Familien Oberschlesiens. Gegen Ende des 18. Jahrhunderts gehörten der Familie weiterhin die Orte Ellgut bei Woischnik, Lohne, Albrechtsdorf, Kobillno, Lowoschau, Annaberg, Gogolin, Krempa, Oleszka, Poremba, Sakrau, Blaseowitz, Dziergowitz, Gniewof bei Warmenthal (Ciepły Dół), Jaborowisz, Loni, Niesnaschin, Ostrosnitz, Podlesch, Przewos, Przeborowitz (Przedborowice), Roschowitzdorf, Sakrau mit Puhlau, Suckowitz, Warmenthal (Ciepły Dół), Czeplydoll, Bierdzahn, Ellguth, Turawa, Kadlub, Prenzow, Tylla, Klein Kottorz, Groß Kottorz, Rzenzow, Sakrau, Badewitz, Klein Dirschel, Kauthen, Polnisch Neudorf und Langenau.
Die Besitzungen Freistadt, Odersch (Oldřišov) und Hrabtswy wurden schon früher von der Familie verkauft.